# SN 2009eb
SN 2009eb – supernowa odkryta 17 kwietnia 2009 roku w galaktyce A095440+1911. W momencie odkrycia miała maksymalną jasność 17,70m.